# Andreu Rabasa i Negre
Andreu Rabasa i Negre   (Mollet del Vallès, 5 d'abril de 1931 - Barcelona, 17 d'octubre de 2022) fou un empresari de motocicletes català, president de Derbi (1988-2000).

## Biografia
Estudià a l'Escola Industrial de Barcelona, i després enginyeria i direcció d'empreses a l'IESE. Des del 1976 continuà la tasca iniciada pel seu pare, Simeó Rabasa, qui havia fundat la fàbrica de ciclomotors i motos Rabasa-Derbi. Andreu la va dirigir en el període 1988-2000. El 2000 fou nomenat president d'honor de l'empresa.
L'any 1998 va rebre la Creu de Sant Jordi, i endemés, la Medalla d'Or al Mèrit Esportiu de la Federación Española de Motociclismo, la Insígnia d'Or de la Federació Catalana de Motociclisme i la Clau de Barcelona.